# Anania caudatella
Anania caudatella is een vlinder van de familie van de grasmotten (Crambidae). De wetenschappelijke naam van deze soort is voor het eerst voorgesteld als Pilocrosis caudatella door Harrison Gray Dyar Jr. in een publicatie uit 1912.
De soort komt voor in Mexico.